# NGC 3978
NGC 3978 este o liner situată în constelația Ursa Mare. A fost descoperită în 19 martie 1790 de către William Herschel. Se află la o distanță de 137,4 de megaparseci de Pământ.